# Geschiedenis van Saint Vincent en de Grenadines

De vlag van Saint Vincent en de Grenadines

De geschiedenis van Saint Vincent en de Grenadines, een onafhankelijk land in de Caribische Zee, gaat ver terug. Het is onder te verdelen in drie periodes: Het pre-colombiaanse tijdperk, de tijd van de Europese overheersing en de periode als onafhankelijk land.

## Precolumbiaanse tijd
Voor de aankomst van de Europeanen in de 16e eeuw werden de eilanden bewoond door verschillende groepen indianen, waaronder de Ciboney, de Arowakken en Cariben. Toen Christoffel Columbus in 1502 langs Saint Vincent voer, werden ze waarschijnlijk bewoond door de Cariben.

## Europese overheersing

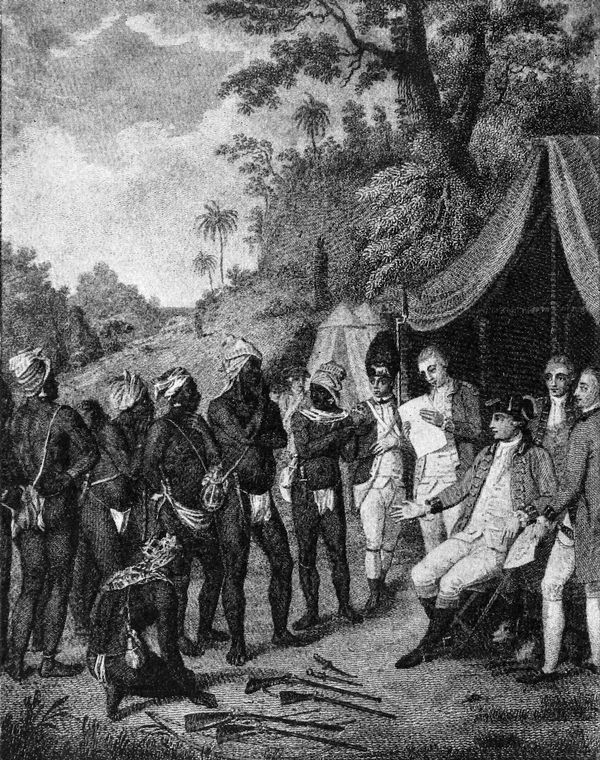
Onderhandelingen tussen de Britse kolonisten en de Cariben op Saint Vincent in 1773

Toen Christoffel Columbus eind 15e eeuw langs Saint Vincent voer, betrad hij het eiland niet. Hij was namelijk meer geïnteresseerd in de grote hoeveelheden kostbaarheden in Zuid-Amerika. De Spanjaarden hebben nadien de eilanden wel bezocht, maar zij hadden geen intenties om ze te veroveren.
Hoewel het de Britten waren die al in 1672 Saint Vincent (een deel van Saint Vincent en de Grenadines) al claimden, werd Frankrijk de eerste kolonisator. De inheemse bevolking van het land heeft zich tot in de 18e eeuw met succes verzet tegen Europese overheersing, maar in 1719 werd het dan toch door de Fransen veroverd. Deze Franse overheersing duurde echter niet lang, want bij de Vrede van Parijs in 1763 werd Saint Vincent onderdeel van het Britse Rijk. Maar het getouwtrek om de eilanden zou nog een tijd blijven doorgaan: in 1779 veroverde Frankrijk het weer terug om in 1783 definitief een Britse kolonie te worden.
La Soufrière, de enige actieve vulkaan op Saint-Vincent, is sinds 1718 vijfmaal met veel geweld uitgebarsten. In 1902 kwamen daarbij meer dan duizend eilandbewoners om het leven.

## Onafhankelijkheid
Saint Vincent en de Grenadines hebben tijdens de Britse overheersing vele statussen gehad, waarbij langzamerhand steeds meer vrijheid werd gegeven aan het land. Op 27 oktober 1979 werd het land officieel onafhankelijk. Het is lid van het Gemenebest van Naties en heeft als staatshoofd Charles III van het Verenigd Koninkrijk.